# Oumm Charik
 (juin 2025).
Ne doit pas être confondue avec Khawla bint Hakim ibn Omeyya, elle aussi appelée Oumm Charik.
Ghaziya bint Jabir (en arabe : غزية بنت جابر, Ghazia bint Jaber), dont le kounya est Oumm-Charik el-Ansariyya (en arabe : أم شريك الأنصارية, 'Umm Sharik al-Ansarya), née à La Mecque et morte à Médine, est une personnalité des débuts de l'islam. Issue du clan d'Amir ibn Lu' ayy, elle est liée aux Banou-Daws et aux Banou-Azd. Oumm-Charik est restée connue pour son mariage et son divorce avec Mahomet à Médine.

## Biographie

### Conversion à l'islam
Le mari d'Oumm-Charik se convertit à l'islam avec elle. Oumm-Charik est persécutée par les Mecquois avant d'émigrer avec Mahomet en 622.[réf. nécessaire]

### Mariage et divorce avec Mahomet
Après la fin de son mariage avec Al Dawsyah Ibn Abbas  , Oumm-Charik s'est offerte à Mahomet qui accepte. Son épouse Aïcha est jalouse et juge qu'« il n’y a rien de bon dans une femme qui se donne à un homme », ce à quoi Oumm-Charik répond qu'elle est une bonne personne.[réf. nécessaire]
Oumm-Charik est indirectement mentionnée dans le verset 50 de la sourate 33 : « Ô Prophète ! Nous t'avons rendu licites […] toute femme croyante si elle fait don de sa personne au Prophète, pourvu que le Prophète consente à se marier avec elle : c'est là un privilège pour toi, à l'exclusion des autres croyants. » Plusieurs hadiths [Lesquelles ?] rapportent que ce verset fut révélé à propos d'Oumm-Charik, ce qui vaut une réplique cinglante d'Aïcha envers Mahomet : « Dieu est prompt à répondre à tes désirs ».[réf. nécessaire]
Mahomet divorce d'Oumm-Charik par la suite, elle reste malgré tout une proche compagnonne. Oumm-Charik ne se remarie plus jusqu'à la fin de sa vie.[réf. nécessaire]
La tradition lui attribue la transmission de deux hadiths, l'un sur les signes annonciateurs de l'Antéchrist, l'autre sur un gecko réputé maléfique.
Oumm Charik fait partie des 12 femmes mentionnées dans le Coran.